# Alex + Ada
Alex + Ada — серия комиксов, которую в 2013—2015 годах издавала компания Image Comics.

## Синопсис
События разворачиваются в недалёком будущем. Главным героем является Алекс, который недавно расстался с девушкой. На 27-летие бабушка дарит ему андроида, созданного по образу женщины. Парень называет её Адой.

## История создания
Луна применил свой опыт в отношениях при создании серии, но отметил, что «в конечном счёте это не отразилось на главной мысли комикса». Ему «очень понравилось, как Ада становится разумной в мотеле в четвёртом выпуске». Джонатан заявлял, что «давно хотел рассказать футуристическую историю». Сара Вон говорила, что «история вращается вокруг Алекса, Ады и их отношений, но они также являются маленькой частью большой картины».

## Коллекционные издания
| Название                                           | Тип              | Дата выхода     | Собранный материал | Кол-во страниц | ISBN                       |
| -------------------------------------------------- | ---------------- | --------------- | ------------------ | -------------- | -------------------------- |
| Alex + Ada, Vol. 1                                 | Мягкая обложка   | 16 июля 2014    | Alex + Ada #1-5    | 128            | 978-1632150066, 1632150069 |
| Alex + Ada, Vol. 2                                 | Мягкая обложка   | 4 марта 2015    | Alex + Ada #6-10   | 128            | 978-1632151957, 1632151952 |
| Alex + Ada, Vol. 3                                 | Мягкая обложка   | 12 августа 2015 | Alex + Ada #11-15  | 136            | 978-1632154040, 1632154048 |
| Alex + Ada: The Complete Collection Deluxe Edition | Твёрдый переплёт | 16 ноября 2016  | Alex + Ada #1-15   | 376            | 978-1632158697, 1632158698 |

## Реакция

### Отзывы критиков
На сайте Comic Book Roundup серия имеет 8 баллов с половиной из 10 на основе 134 рецензий. Мелисса Грей из IGN дала первому выпуску оценку 8,8 из 10 и отметила, что «рисунки Луны слишком упрощены, хотя его стиль иногда работает в пользу комикса». Келли Томпсон из Comic Book Resources писала, что дебютный выпуск серии — это «просто отличное начало нового захватывающего комикса». Пирс Лидон из Newsarama поставил первому выпуску 3 балла из 10, однако подчеркнул, что «не всё так плохо». Его коллега Роб Макмонигал присвоил дебюту оценку 4 из 10 и посчитал, что создатели «не делают Алекса очень убедительным в роли главного героя, окружая его гораздо более интересными второстепенными персонажами». Тони Герреро из Comic Vine вручил второму выпуску 4 звезды из 5 и отметил, что «это определённо интригующая история».

### Награды и номинации
| Год  | Награда  | Категория          | Результат | Пр.    |
| ---- | -------- | ------------------ | --------- | ------ |
| 2016 | Прометей | Специальная премия | Победа    | [ 13 ] |

### Продажи
Ниже представлен график продаж сборников комикса за их первый месяц выпуска на территории Северной Америки.